# Jürgen Moser
Jürgen Moser   (Königsberg, 4 de juliol de 1928 - Zúric, 17 de desembre de 1999) va ser un matemàtic germano-estatunidenc.

## Biografia professional
Va completar la seva educació d'universitària i va rebre el seu doctorat de la Universitat de Göttingen el 1952, on va estudiar amb Franz Rellich. Després que la seva tesi, va estar sota la influència de Carl Ludwig Siegel, amb qui va ser coautor de la segona i va ampliar considerablement l'edició anglesa d'una monografia sobre la mecànica celeste.

## Estudiants
Entre els seus estudiants eren Mark Adler de la Universitat Brandeis, Ed Belbruno, Charles Conley (1933–1984), Howard Jacobowitz de la Universitat Rutgers, i Paul Rabinowitz.

## Premis i honors
Va guanyar el primer Premi George David Birkhoff el 1968 per contribucions a la teoria de sistemes dinàmics Hamiltonians, la Medalla James Craig Watson el 1969 per les seves contribucions a l'astronomia dinàmica, la Medalla Brouwer de la Reial Societat Matemàtica Holandesa el 1984, la Medalla Cantor del Deutsche Mathematiker-Vereinigung el 1992 i el Premi Wolf el 1995 pel seu treball en l'estabilitat dels sistemes hamiltonians i en equacions diferencials no lineals. Va ser elegit a l'Acadèmia Nacional de Ciències dels Estats Units el 1973 i va ser membre de nombroses acadèmies estrangeres com ara la Societat Matemàtica de Londres i l'Akademie der Wissenschaften und Literatur, Mainz. En tres ocasions va ser un orador convidat al quadrienni 
Congrés Internacional de Matemàtics, és a dir, a Estocolm (1962) en l'apartat de les matemàtiques aplicades, a Hèlsinki (1978) en l'apartat d'anàlisi complexa, i un orador de la sessió plenària a Berlín (1998). El 1990 va ser nomenat doctor honoris causa per la Universitat de Bochum i de la Universitat Pierre i Marie Curie de París. La Societat per a la Matemàtica Industrial i Aplicada va establir un premi de conferència en el seu honor el 2000.

## Biografia personal
La seva mare Ilse Strehlke era una neboda del violinista i compositor Ludwig Spohr. El seu pare era el neuròleg Kurt E. Moser (21 de juliol de 1895 – 25 de juny de 1982), que va néixer al comerciant Max Maync (1870-1911) i Clara Moser (1860-1934). Aquests últims descendents d'immigrants hugonots francesos del segle xvii a Prússia. Els pares de Jürgen Moser van viure a Königsberg, Imperi Alemany i reassentats a Stralsund, Alemanya Oriental arran de la Segona Guerra Mundial. Moser va assistir al Wilhelmsgymnasium (Königsberg) a la seva ciutat natal, un institut que especialitza en matemàtiques i educació de ciències naturals, a partir del qual, David Hilbert s'havia graduat en el 1880. El seu germà gran Friedrich Robert Ernst i va ser mort a Pillkallen/Schloßberg (Prússia Oriental).
Moser es va casar amb la biòloga Dra. Gertrude C. Courant (la filla de Richard Courant, neta de Carl Runge i besneta d'Emil du Bois-Reymond) el 10 de setembre 1955 i va fixar la seva residència permanent a New Rochelle, Nova York el 1960, on anava cap a la feina a la Ciutat de Nova York. El 1980 es va traslladar a Suïssa, on va viure a Schwerzenbach a prop de Zúric. Va ser membre de l'Akademisches Orchester Zürich. Li sobreviuen el seu germà petit, la impressora fotogràfica i el processador Klaus T. Moser-Maync de Northport (Nova York), la seva esposa, Gertrudis Moser de Seattle, les seves filles, la dissenyadora d'il·luminació de teatre Nina S. Moser de Seattle i la matemàtica Lucy I. Moser-Jauslin de Dijon, i el seu fillastre, l'advocat Richard D. Emery des de la ciutat de Nova York. Moser tocava el piano i el violoncel, interpretant música de cambra des de la seva infància en la tradició d'una família de músics, on el seu pare tocava el violí i la seva mare el piano. Ell era un astrònom aficionat de tota la vida i va prendre parapent el 1988 durant una visita a l'IMPA, a Rio de Janeiro.